# 審判員 (ボクシング)

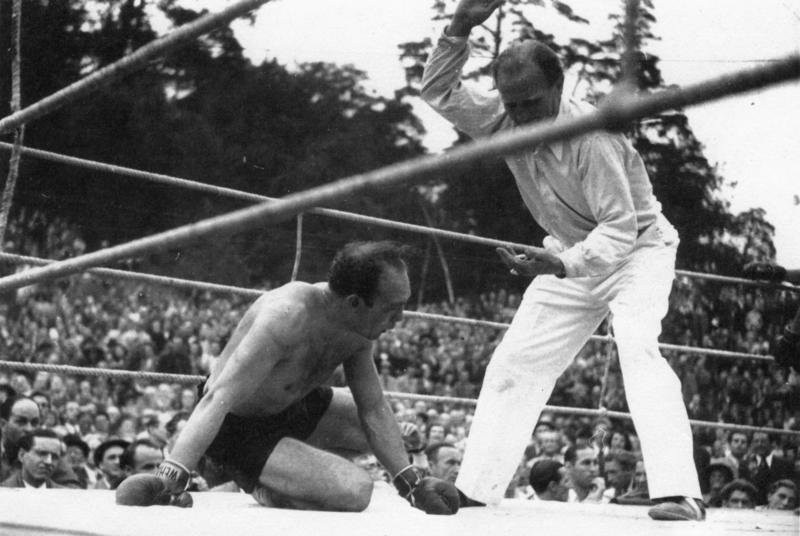
ボクシングのレフェリー（右）

ボクシングにおける審判員（しんぱんいん）は、ボクシングのルールに則り試合を管理する者を指す。

## 概要

### 主審
レフェリー（Referee）とも呼ばれる。リングに上がり、競技規則の範囲におけるすべての権限を持ち試合を司る。試合ではノックダウンやバッティングを瞬時に判断したり、反則行為を見抜いて注意や減点、失格を言い渡す役割を担う。また、ボクサーの戦意が高い場合でも、試合続行が危険なほどダメージが蓄積されていると判別すれば、いつでも試合をストップする権限を持つ。試合中の負傷については、リングドクターが試合続行の是非について勧告を行うが、この場合でもリングドクターにチェックさせるかどうかも含めて試合を中断・終了させる権限はレフェリーにある。

### 副審
ジャッジ（judge）とも呼ばれる。リング下の最前列に座り、採点を行う。なお、主審のTKOやダウン、反則減点などの判定には関与せず、規定ラウンド終了時の採点結果を下すことが主たる役割である。ただし、プロにおいてはレフェリーから試合中の判断（選手が負傷した原因がパンチかバッティングかの判別、またはダウンかスリップダウンかの判別など）について意見を求められることもあり、その結果、一旦は認められたダウンが取り消されることもある。
プロでは、過去にはレフェリーとジャッジ２人で採点を行っていたが、近年の日本においては公式戦の大半でジャッジ3人のみで採点を行っている。ただし例外として、副審が出場選手の母国から1人ずつ派遣されるOPBF東洋太平洋タイトルマッチにおいては主審も採点を行う場合が多い。
アマチュアでは国際大会や全国大会で5人、それ以外の試合では3人配備される。
イギリス連邦ルールでは2023年現在も採点を行う副審は置かず、主審1人による採点で判定を決している。

## 資格
ボクシング審判員の資格などはプロ・アマで仕組みが異なる。
プロボクシング審判員の資格は各コミッションが認定することで審判員として活動することが可能である。さらに世界王座認定団体（WBA・WBCなど）および地域王座認定団体（OPBFなど）の認定を受ければ、世界王座戦および地域王座戦での審判も可能となる。
日本では「日本ボクシングコミッション（JBC）・試合ルール第3部・第24章」にて規定。25歳以上を対象として欠員等が出た場合に限り、募集を掛けて試験を実施する。試験合格後、訓練期間（能力に応じて半年から1年）を経て晴れて審判員資格を手にすることになる。審判員は能力および経歴に応じてA、B、Cの3クラスに分かれ、A級はすべての試合、B級は原則として6回戦まで、C級は同じく4回戦までに従事することができる。
アマチュアボクシングはクラスによって認定試験実施団体が異なる。C級は都道府県連盟、B級は地域連盟審判長、A級は日本ボクシング連盟それぞれの審判委員会が実施する認定テストを受けて合格することで資格を得られる。国際試合の審判資格は、アジアビューローおよび国際ボクシング協会の試験を受けた上で認定となる。

## その他
- プロボクシング審判員の報酬は興行を主催するプロモーターがコミッションに払う公式戦認定料の中から支払われる（これはリングアナウンサー、タイムキーパー、その他試合役員も同様）。ただしその額は興行にもよるが微々たるものである。そのため、ボクシングコミッションの専従職員を除けば会社員など他に生業を持つのが一般的である。
- JBCでは以前定年制が敷かれていなかったが、2007年より70歳定年制が導入された。そもそもレフェリー・ジャッジには、リング上で俊敏に動ける身体能力や突発的な事象に対応できる判断力、レベルの高い攻防を把握するだけの動体視力が求められるため、加齢等によって職分が全うできないと自覚すればジャッジに専念したり、定年前に引退するケースもまま見受けられる。日本を代表するレフェリーのひとりであった森田健も、定年導入前に70歳で審判員生活に終止符を打っている。